# Tolgachloritis jacksoni
Tolgachloritis jacksoni är en snäckart som först beskrevs av Hedley 1912.  Tolgachloritis jacksoni ingår i släktet Tolgachloritis och familjen Camaenidae. Inga underarter finns listade i Catalogue of Life.